# Krzysztof Sobolewski
Krzysztof Sobolewski (ur. 20 września 1978 w Radymnie) – polski polityk, administratywista i samorządowiec, przewodniczący Komitetu Wykonawczego (2018–2021) oraz sekretarz generalny (2021–2023) Prawa i Sprawiedliwości, poseł na Sejm IX i X kadencji.

## Życiorys
Absolwent I Liceum Ogólnokształcącego im. Mikołaja Kopernika w Jarosławiu oraz Wydziału Prawa i Administracji Uniwersytetu Marii Curie-Skłodowskiej w Lublinie, na którym w 2002 uzyskał magisterium z administracji.
W 2003 wstąpił do Prawa i Sprawiedliwości. Po studiach pracował w przemyskim biurze poselskim Marka Kuchcińskiego. W latach 2005–2007 był doradcą wicewojewody podkarpackiego Dariusza Iwaneczki, pracując w Podkarpackim Urzędzie Wojewódzkim w Rzeszowie. Podjął później pracę w siedzibie Prawa i Sprawiedliwości przy ul. Nowogrodzkiej w Warszawie. W kadencji 2014–2018 był radnym warszawskiej dzielnicy Śródmieście. W strukturach partyjnych w styczniu 2018 zastąpił Joachima Brudzińskiego (który został ministrem spraw wewnętrznych) na stanowisku przewodniczącego Komitetu Wykonawczego PiS.
W wyborach parlamentarnych w 2019 uzyskał mandat posła na Sejm IX kadencji z okręgu nr 23 (Rzeszów), otrzymując 38 912 głosów. W lipcu 2021 objął nowo utworzoną funkcję sekretarza generalnego PiS. W wyborach w październiku 2023 z powodzeniem ubiegał się o poselską reelekcję (z wynikiem 18 390 głosów). W tym samym miesiącu zrezygnował z funkcji sekretarza generalnego PiS.

## Życie prywatne
Syn Józefa Sobolewskiego, działacza „Solidarności”. Żonaty z Sylwią Sobolewską.